# Nationaal park Kaeng Krachan
Het Nationaal park Kaeng Krachan (Thai: แก่งกระจาน) is het grootste nationale park van Thailand en ligt in Changwat Phetchaburi en Changwat Prachuap Khiri Khan bij Kaeng Krachan. De hoogste berg in het nationale park is de Phanoen Tung (1207 m).
Het Nationaal park Kaeng Krachan is als 28ste nationale park gesticht op 12 juni 1989 en omvat ongeveer de helft van Changwat Phetchaburi en een stukje van Changwat Prachuap Khiri Khan. Het deel in Changwat Prachuap Khiri Khan werd pas onderdeel van het nationale park op 27 december 1984. Het Nationaal Park Kaeng Krachan is een ASEAN Heritage Park en was in 2005 genomineerd voor de UNESCO-werelderfgoedlijst. Sinds juli 2021 is het Werelderfgoed 

## Geografie

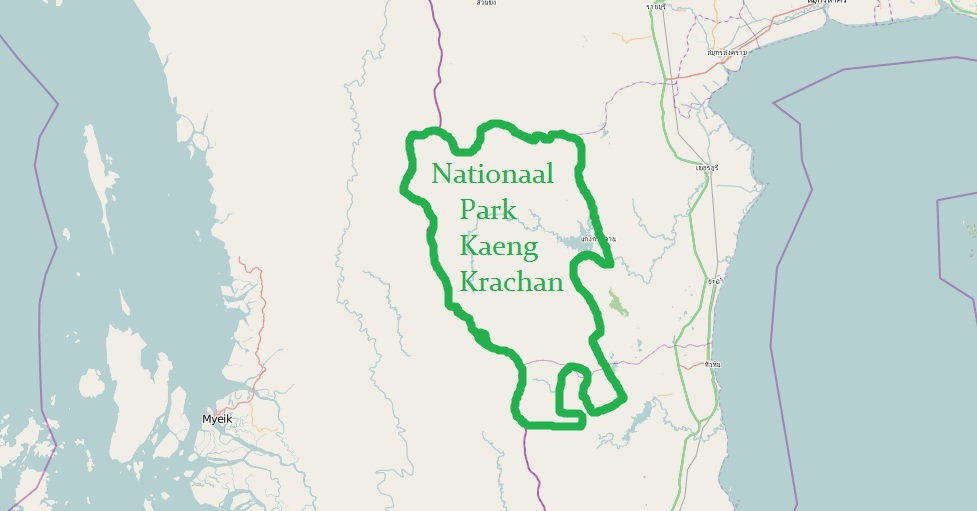
Kaart van Nationaal park Kaeng Krachan

Het Nationaal park Kaeng Krachan ligt bij Kaeng Krachan in Changwat Phetchaburi en Changwat Prachuap Khiri Khan. In het westen wordt het nationale park begrensd door de Myanmarese grens en het Tenasserimgebergte. In het Nationaal Park Kaeng Krachan ontspringen de Petch en de Pranburi. In de Petch zit de Kaeng Krachan-dam, waarachter het 45 km² grote Kaeng Krachan-stuwmeer ligt. In het Nationaal Park Kaeng Krachan komt tropisch regenwoud, savanne en zoutwatermoeras voor. In het nationale park liggen twee grote watervallen, de Pala-U-waterval en de Tho Thip-waterval. Ook liggen er twee bergen in het nationale park, de Phanoen Tung (1207 m) en de Khao Sam Yot (871 m).

## Flora en fauna
In het Nationaal park Kaeng Krachan leven 57 soorten zoogdieren en 300 soorten stand- en trekvogels. In de zoutwatermoerassen komen veel trekvogels uit onder andere China en Siberië voor. Hieronder staan een aantal van de dieren die in het nationale park leven.
- Tijger
- Aziatische olifant
- Gibbon
- Aziatische zwarte beer
- Slankaap
- Luipaard
- Hert

## Trivia
- Koning Bhumbibol is vaak in het park geweest en zei in een speech op 29 oktober 1979 dat hij zich zorgen maakt over het behoud van de waterscheiding, omdat er anders droogte komt in Phetchaburi.[2]